# Блаунтстаун (Флорида)
Блаунтстаун (англ. Blountstown) — місто (англ. city) в США, в окрузі Калгун штату Флорида. Населення — 2266 осіб (2020).

## Географія
Блаунтстаун розташований за координатами 30°26′34″ пн. ш. 85°2′43″ зх. д. / 30.44278° пн. ш. 85.04528° зх. д. (30.442850, -85.045401).  За даними Бюро перепису населення США в 2010 році місто мало площу 8,24 км², з яких 8,21 км² — суходіл та 0,03 км² — водойми.

## Демографія
Згідно з переписом 2010 року, у місті мешкало 2514 осіб у 940 домогосподарствах у складі 600 родин. Густота населення становила 305 осіб/км².  Було 1045 помешкань (127/км²).
Расовий склад населення:
| - 67,6 % — білих - 27,9 % — чорних або афроамериканців - 0,9 % — корінних американців - 0,5 % — азіатів - 0,1 % — вихідців з тихоокеанських островів - 1,0 % — осіб інших рас |

До двох чи більше рас належало 2,1 %. Частка іспаномовних становила 2,8 % від усіх жителів.
За віковим діапазоном населення розподілялося таким чином: 24,0 % — особи молодші 18 років, 51,3 % — особи у віці 18—64 років, 24,7 % — особи у віці 65 років та старші. Медіана віку мешканця становила 42,6 року. На 100 осіб жіночої статі у місті припадало 81,1 чоловіків;  на 100 жінок у віці від 18 років та старших — 76,8 чоловіків також старших 18 років.
Середній дохід на одне домашнє господарство  становив 44 799 доларів США (медіана — 28 808), а середній дохід на одну сім'ю — 49 326 доларів (медіана — 35 327). За межею бідності перебувало 26,5 % осіб, у тому числі 34,9 % дітей у віці до 18 років та 14,5 % осіб у віці 65 років та старших.
Цивільне працевлаштоване населення становило 855 осіб. Основні галузі зайнятості: освіта, охорона здоров'я та соціальна допомога — 21,1 %, публічна адміністрація — 17,3 %, роздрібна торгівля — 14,5 %, мистецтво, розваги та відпочинок — 11,8 %.